# 花神星族
花神星族（英語：Flora family）是小行星主帶中的一個很大的小行星族，光譜上屬於S-型小行星，其起源和星族成員數量迄今仍不清楚，据估計主帶中的4%-5%都屬於這個星族。由於这个星族的邊界不明確，而且8号小行星花神星靠近边界，因此未將花神星納入時这个星族也被稱為線女星族（e.g. the WAM analysis by Zappala 1995）。

## 花神星族的特征

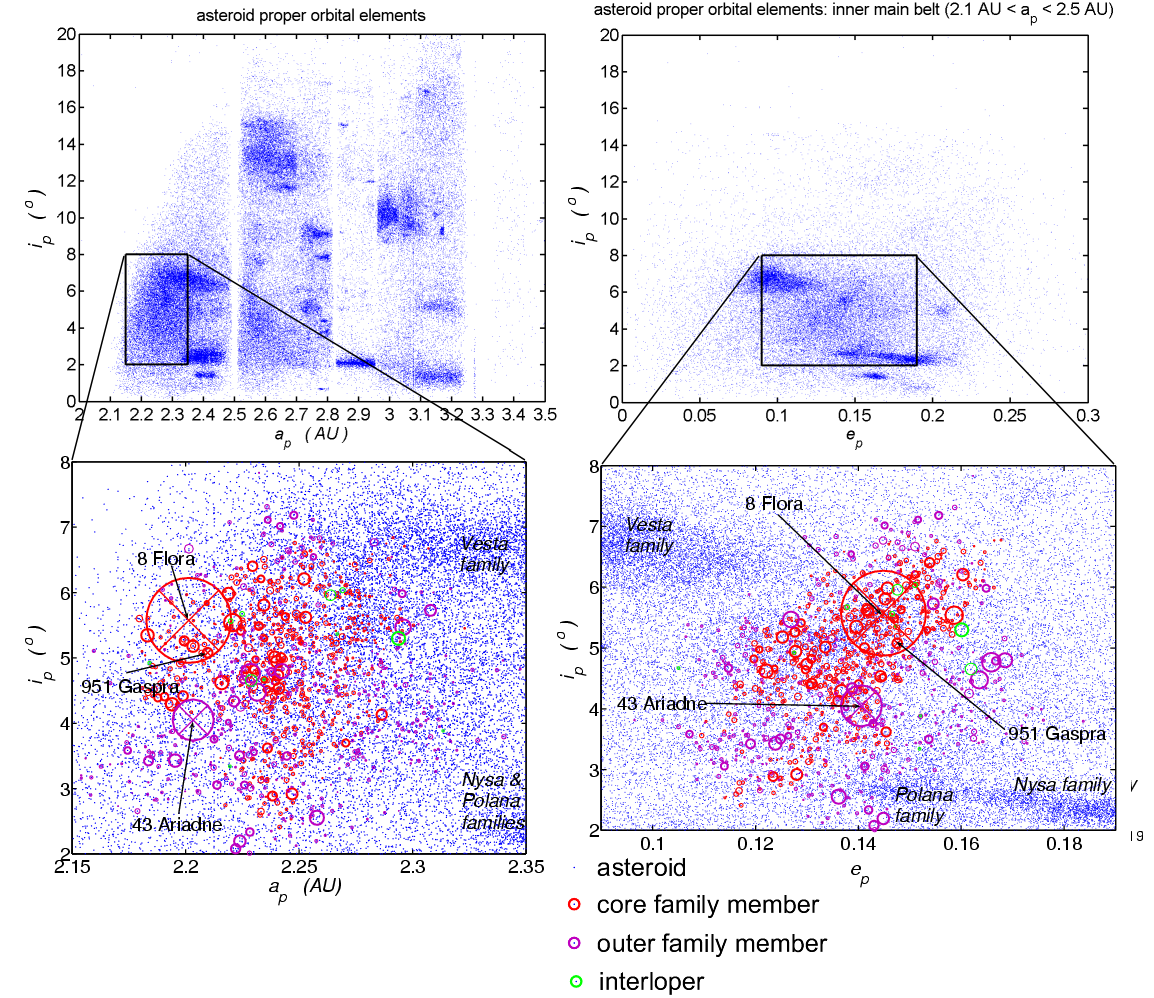
左图横轴是轨道半长径，纵轴是轨道倾角，右图横轴是偏心率，纵轴是轨道倾角。图中数据点密集的区域表示一个星族，黑框选中的部分是花神星族。

星族中最大的成員花神星的直徑達到140公里，质量佔到了整個星族的80%。星族是由于其母体受到巨大的撞击而形成的，大多数碎片很可能是靠花神星的引力聚集在一起。第43号小行星線女星的质量超过整个星族的9%，佔据了星族中其余质量的大部分。其它成員都很小，直徑都在30公里以下。 
星族的母體很可能在原始的衝擊中丧失了，這意味著有可能是二次撞击等后续过程造成的。例如据估計花神星的質量曾經僅佔据母體的57%（Tanga 1999），但現在卻佔到了整个星族的80%。
花神星族的分布非常弥散，並且逐漸消失在背景星族中（这部分空间中的密度特別高），這種情況下很难确切定义星族的邊界。在星族內也有不一致的成員或碎片，这有可能是成員之間的次级碰撞造成的。因此，该星族是小行星族中很典型的例子（參見小行星族）。令人好奇的是，星族中最大的成員——花神星和線女星都位於星族的邊緣附近，這種異常的質量分布原因迄今尚未明确。
蓋斯普拉是花神星族核心內一顆中等大小的小行星，是被廣泛研究過的一顆小行星。伽利略太空船前往木星的途中曾經飞越过它。人们研究了對蓋斯普拉上环形山的密度，认为花神星族的年齡大约在2亿年的数量级，並且其母體至少被部分地分化了，因为橄欖石具有很高的豐度（Veverka，1994年）。
花神星族被認為是地球上L球粒隕石母體（Nesvorny，2002年）的候选者之一，這類隕石佔了撞擊地球隕石總數的38%，而该星族的位置邻近{\displaystyle \nu _{6}\,\!}長期共振的不稳定区域，並且星族成员的光谱与隕石的母體成分是一致的，都为这一观点提供了证据。
花神星族也是平山清次最早辨認出的五個平山族之一。该星族之所以能在早期被分辨出來，主要原因是S-型小行星有较高的反射率，而且又比较靠近地球。

## 花神星族的位置和大小
Zappala在1995年进行了HCM数值分析，确定了该星族一大批核心成員的固有轨道根数，如下所示： 
|        | ap      | ep    | ip   |
| ------ | ------- | ----- | ---- |
| 極小值 | 2.17 AU | 0.109 | 2.4° |
| 極大值 | 2.33 AU | 0.168 | 6.9° |

该星族没有明显的边界。在当前曆元下，核心成員的密切軌道元素的范围是：
|        | a       | e     | i    |
| ------ | ------- | ----- | ---- |
| 極小值 | 2.17 AU | 0.053 | 1.6° |
| 極大值 | 2.33 AU | 0.224 | 7.7° |

Zappala1995年进行的HCM数值分析中找到了604顆核心成員和1027顆外围成員。在最近的資料庫（2005年）进行的搜尋中发现，96944顆小行星中有7438顆分布在上表所列的長方型區域中。而這個區域的角落上也包括了灶神星族和侍神星族的成員，所以比较合理的估計是花神星族佔据了小行星主帶成員的4%-5%。

## 外来者
由於花神星族所在的区域小行星的背景密度較高，难免會有與该星族無關的外来小行星存在，人们已经能够辨认出一些，這是因為外来者與星族成員的光譜類型明显不同。這些外来者都不属于S型小行星，而S型小行星在主帶中佔有很大的比重。這些外来者都很小，例如298 Baptistina、422 Berolina、2093 Genichesk、2259 Sofievka（最大的闖入者，直徑21公里）、 2952 Liliputia、3533 Toyota、3850 Peltier、3875 Staehle、4278 Harvey、 4396 Gressmann、和4750 Mukai。